# 二鴨駅
二鴨駅 （イアプえき、朝鮮語: 이압역）は、朝鮮民主主義人民共和国平安南道甑山郡二鴨里にかつて存在した駅で、南洞線に属していた。 

## 隣の駅
南洞線
豊井駅 - 二鴨駅 - 楽生駅